# АЭС Огеста
АЭС Огеста (швед. Ågestaverket) — закрытая атомная электростанция в центральной части Швеции.
Станция расположена в коммуне Худдинге лена Стокгольм всего в 14 км на юг от центра Стокгольма.
АЭС Огеста — первая атомная электростанция в Швеции. Была заложена в 1957 году и проработала с 1964 по 1974 годы. На станции был установлен единственный тяжеловодородный ядерный реактор типа R3. Мощность его составляла всего 12 МВт, что и составляло общую мощность АЭС Огеста. Цель постройки этой атомной электростанции было не только использование его как энергетического и теплового реактора для Стокгольма, но и для наработки оружейного плутония в случае его необходимости для армии Швеции и стран НАТО.
Одной из особенностей реактора был подземный тип его расположения. Реактор АЭС Огеста находится в скале. Еще одним важным моментом является использование в качестве топлива для реактора типа R3, установленного на АЭС Огеста, природного (необогащенного) урана.
Причинами остановки реактора, проработавшего всего десять лет, были его крайне низкая мощность, а также мировая энергетическая конъюнктура, состоявшая из тяжелого состояния мировой экономики и крайне низких цен на природные энергоносители, в первую очередь нефть.
Также было начато строительство нового шведского тяжеловодородного реактора R4, но по экономическим причинам оно также было остановлено.

## Информация об энергоблоках
| Энергоблок | Тип реакторов | Мощность | Мощность | Начало строительства | Физпуск    | Подключение к сети | Ввод в эксплуатацию | Закрытие   |
| Энергоблок | Тип реакторов | Чистый   | Брутто   | Начало строительства | Физпуск    | Подключение к сети | Ввод в эксплуатацию | Закрытие   |
| ---------- | ------------- | -------- | -------- | -------------------- | ---------- | ------------------ | ------------------- | ---------- |
| Огеста     | PHWR, R3      | 10 МВт   | 12 МВт   | 01.12.1957           | 17.07.1963 | 01.05.1964         | 01.05.1964          | 02.06.1974 |